# Municipio de New Athens
El municipio de New Athens (en inglés: New Athens Township) es un municipio ubicado en el condado de St. Clair en el estado estadounidense de Illinois. En el año 2010 tenía una población de 2657 habitantes y una densidad poblacional de 28,5 personas por km².

## Geografía
El municipio de New Athens se encuentra ubicado en las coordenadas 38°20′56″N 89°51′58″O / 38.34889, -89.86611. Según la Oficina del Censo de los Estados Unidos, el municipio tiene una superficie total de 93.23 km², de la cual 88.14 km² corresponden a tierra firme y (5.46%) 5.09 km² es agua.

## Demografía
Según el censo de 2010, había 2657 personas residiendo en el municipio de New Athens. La densidad de población era de 28,5 hab./km². De los 2657 habitantes, el municipio de New Athens estaba compuesto por el 97.44% blancos, el 0.53% eran afroamericanos, el 0.15% eran amerindios, el 0.11% eran asiáticos, el 0.04% eran isleños del Pacífico, el 0.64% eran de otras razas y el 1.09% pertenecían a dos o más razas. Del total de la población el 1.66% eran hispanos o latinos de cualquier raza.